# 性學研究所

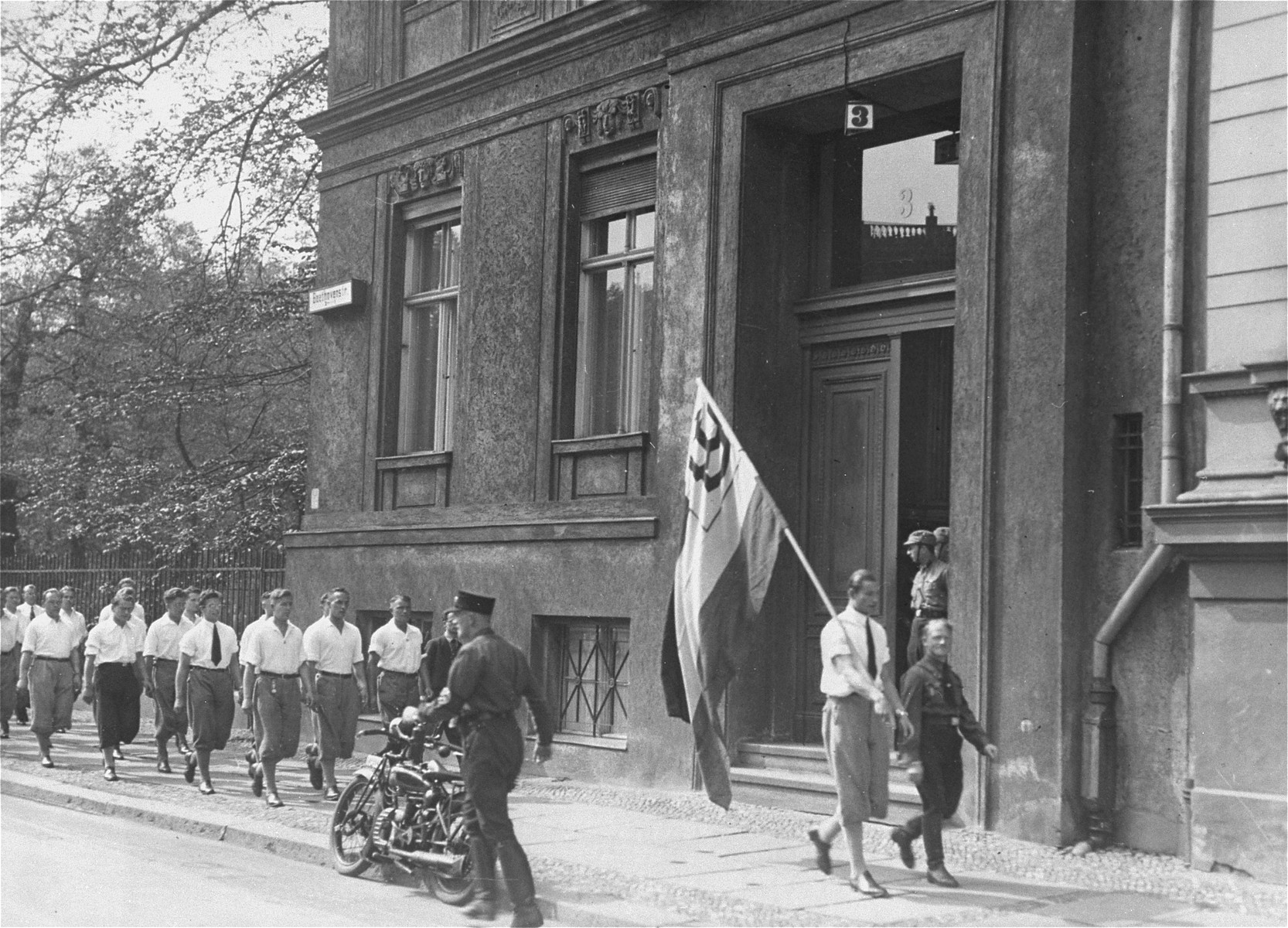
1933年5月6日，德国学生会的学生在德国纳粹党的组织下在位于柏林贝多芬街（Beethovenstraße）的性学研究所前游行

性学研究所（德語：Institut für Sexualwissenschaft）是1919年至1933年间位于德国柏林蒂尔加滕的早期私立非营利性学研究所，也是世界上第一个性学研究机构。
性学研究所由马格努斯·赫希菲尔德创建。他自1897年以来一直负责运营德国科學人道委員會。此委员会以进步与理性的理由呼吁社会包容LGBT人士并且促进LGBT权益，还曾出版年度刊物《中间类性别年鉴》；此刊物刊载有关性取向和性别少数人群的科学文章。赫希菲尔德在研究所内设立了一个以性别、同性爱与色情为主题的图书馆。
性学研究所是研究和治疗性别与性取向相关领域的先驱，其涉及到的主题包括同性恋、跨性别与间性人。此外，研究所还为公众提供包括戒酒治疗、妇科检查、婚姻咨商、性治疗和性病治疗、避孕等各类服务，并向公众和专业人士普及相关知识。
性学研究所的档案于1933年的纳粹党焚书事件中被毁于一旦。1930年代纳粹党掌控德国后，为了加强对公众言论的管控，纳粹青年团将性学研究所及其图书馆全部摧毁，在街头将其书籍文件全部付之一炬。

## 起源和目的

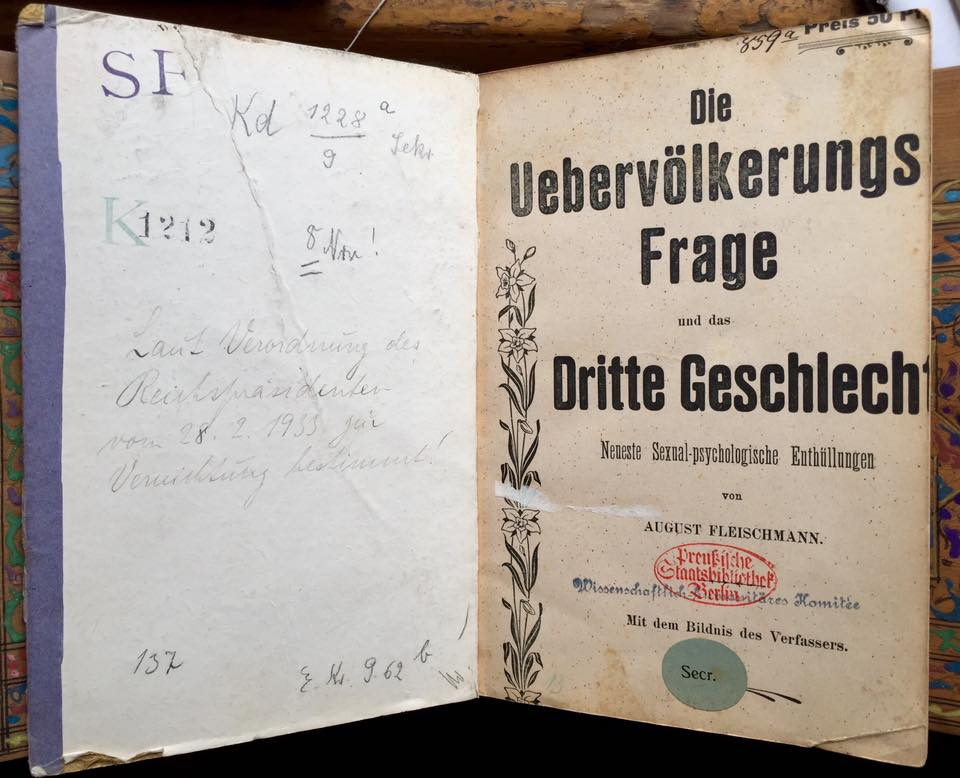
《同性恋生活》（德语：Vita homosexualis），1902年的奥古斯特·弗莱施曼（德语：August Fleischmann）关于第三性别和反对德国刑事法第175条的科普册子合集，于1933年5月6日被纳粹党没收

性学研究所由马格努斯·赫希菲尔德与其合作者阿瑟·克朗菲尔德和弗里德里希·韦尔泰姆（Friedrich Wertheim）所创立。克朗菲尔德曾是知名的心理治疗师，后来在夏里特医院当教授，而韦尔泰姆是一名皮肤科医师。1919年7月1日，性学研究所成立，赫希菲尔德在研究所的开幕仪式上发表演讲。6日，研究所正式开业。
性学研究所的主楼位于柏林蒂尔加滕区，由赫希菲尔德在第一次世界大战结束后，从普鲁士自由邦政府处购得。1921年，毗邻另一座建筑被买下，为研究所提供了更多空间。
除了运营和维持一座研究图书馆和一座庞大的档案馆外，性学研究所还拥有专门的医学、心理学和民族学部门，以及一个婚姻和性健康咨询办公室。另外，性学研究所内还设有性文物和工艺品博物馆、体检室和报告厅。性学研究所在开张的第一年内为3,500人提供了约18,000次咨询服务。研究所常免费为访客提供建议，还为较贫困的访客提供免费治疗。据赫希菲尔德称，研究所在第一年内举办了约1,250场讲座。
此外，性学研究所还倡导性教育、避孕、治疗性病和妇女解放。在性学研究所的楼上刻有拉丁文（即“通过科学走向正义”）的字样。这是赫希菲尔德本人的座右铭，也是德国科学人道委员会的口号。

## 组织
性学研究所由马格努斯·赫希菲尔德基金会资助；该基金本身则由私人捐款资助。在不同时间曾与马格努斯·赫希菲尔德一同在性学研究所工作的人包括：
| - 费利克斯·亚伯拉罕 – 精神科医生 - 奥古斯特·贝松格（August Bessunger）– 放射科医生 - 卡尔·吉斯 – 档案管理员 - 伯恩特·格茨（Berndt Götz）– 精神科医生 - 汉斯·格拉茨（Hans Graaz）– 自然疗法医生, 医师 - 弗里德里希·豪普斯坦（Friedrich Hauptstein）- 行政总监 - 库尔特·希勒 – 律师 - 马克斯·霍丹 – 性教育家 - 汉斯·威廉·卡尔·弗里登塔尔 – 人类学家 - 汉斯·克赖塞尔迈尔（Hans Kreiselmaier）– 妇科医生 - 阿瑟·克朗菲尔德 – 精神科医生、心理学家 | - 埃瓦尔德·劳斯（Ewald Lausch）– 医疗助理 - 路德维希·莱维-伦兹 – 妇科医生 - 尤金·利托尔（Eugen Littaur）– 耳鼻喉科医生 - 弗朗茨·普兰格（Franz Prange）– 内分泌科医生 - 费迪南·冯·赖岑斯坦 – 民族学家 - 阿黛尔海德·伦哈克（Adelheid Rennhack）– 保姆 - 阿瑟·瑞瑟（Arthur Röser）– 图书馆管理员 - 伯纳德·夏皮罗 – 皮肤科医生、男科医生 - 阿瑟·韦尔（Arthur Weil）– 神经内分泌学家, 神经病理学家 - 弗里德里希·韦尔泰姆（）– 皮肤科医生 |

还有一些人为研究所处理各种内部事务。包括赫希菲尔德和吉斯在内的一些人不单白天在研究所内工作，晚上也住在所内。性学研究所的附属团体在所内设有办公室。这些附属团体包括德国科学人道委员会、海伦·斯托克的德国保护母亲与性改革协会以及世界性改革联盟（WLSR）。WLSR被称为研究所的“国际面孔”。1929年，赫希菲尔德于威格莫尔音乐厅主持了WLSR第三次国际大会。他在演讲中说：“基于科学的性冲动是唯一一套可靠的道德体系。”
研究所中设有性生物学、病理学、社会学、民族学等部门。研究所还为研究和实践医学制定了相等比例的计划；但到了1925年的时候，研究所因缺乏资金而不得不削减其医学研究；这些被削减的研究原本计划包括性取向、性别、性病、避孕等课题。

## 活动

### 公共教育
性学研究所存在的目的是教育普罗大众和相关领域的专家。此研究所运营的十多年间，它成了世界各地许多性学家、知识分子与改革者的科学研究兴趣所在。曾到访性学研究所的人有雷内·克雷维尔、克里斯多福·伊舍伍、哈里·本杰明、爱德华·布尔代、玛格丽特·山额、弗朗西斯·特维尔-彼得、安德烈·纪德和贾瓦哈拉尔·尼赫鲁。
性学研究所还接待了一些国家政府官员的访问，例如苏联卫生委员尼古拉·谢马什科就曾在1923年造访该所。随后，多名苏联卫生官员，政治、性别和社会改革者，以及对赫希菲尔德的工作感兴趣的科研人员都曾前往性学研究所参观或研究访问。作为回应，赫希菲尔德在1926年6月带领该所的代表团前往莫斯科和列宁格勒研究访问。
性学研究所如此热门，很大程度上是因为所内的性学博物馆。此博物馆设计时便考虑到要兼顾教育与娱乐性。馆中设有全球各地不同文化中不同性规范的民族志展览，其中有涉及性癖好和虐恋的主题。馆中还展有集自世界各地的阳具工艺品和文物。另外，博物馆内还有关于人类性取向多样性（尤其是同性恋）的介绍。多拉·罗素参观后表示，所内的性学博物馆是一处“可以在记录和照片中看到有关各种性问题和变态性欲的研究成果。”
1922年3月5日，性学研究所为其于主楼旁新购置的房产举行了开幕仪式。此地之后成为了研究所工作人员与公众互动的教育场所。研究所工作人员在那里组织讲座和问答活动，向大众科普性学知识。问答活动中，公众常向工作人员询问和避孕相关的问题。

### 性健康和生殖健康
性学研究所的研究和服务重点之一是性健康和生殖健康。研究所下属的母婴优生部门为访客提供婚姻咨询服务，而已婚人士性咨询中心则向访客提供避孕服务。研究所致力于为德国的穷人和工人阶级提供避孕服务，尽管当时魏玛共和国宪法禁止以广告形式宣传避孕。后来共和国政府对宣传避孕的言论监管放松，研究所遂于1928年出版了一本关于避孕的科普宣传册；该宣传册在1932年出版了约100,000份。赫希菲尔德和马克斯·霍丹开发出一套领先于时代的性健康咨询方法，对后来这方面的发展影响深刻。研究所还提供妇科服务、性病治疗以及实验性质的阳痿治疗。

### 性的中间性
在性学研究所，马格努斯·赫希菲尔德倡导中间性（英语：sexual intermediacy）一说。他认为，世上每个人的特征都可被归到从男到女的光谱上的某处：男性特质是支配的、主动的，而女性特质是被动且感知的（这一对男女两性特征的认知是赫希菲尔德那个时代的普遍观点）。这一分类下还可被进一步分为性器官、身体特征、性欲或性取向、心理特征等子类。赫希菲尔德认为，无论世上每人各自生物性别是什么，他们都分别拥有男女两性的特征；没有一个人单单是男性或者女性，而是两者混合。在他的理论中，一个拥有女性性冲动或性取向的男人是同性恋者，一个拥有男性性器官和女性心理特征的人是跨性别者（参见性倒错和eonism的概念），而一名性器官具有两性特征的人则是间性人。赫希菲尔德最早在19世纪晚期开始使用“中间性”一词来描述同性恋男女，后来又将该词的概念扩大，以包括间性人、跨装者以及跨性别者。赫希菲尔德所持有的人类中广泛存在中间性的看法，可以追朔到查尔斯·达尔文与克劳狄乌斯·盖伦曾持有过的类似观点。

#### 变性和异装癖

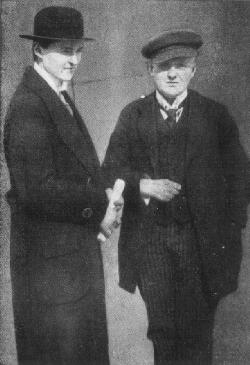
赫伯特·W.（左）是马格努斯·赫希菲尔德的一位跨性别朋友。他以自己选择的名字在柏林生活了两年。照片出自赫希菲尔德的《中间性》 (Sexual Intermediates) (1922)

马格努斯·赫希菲尔德在1923年论文中首创“transsexual”（变性人）一词。他的同事哈里·本杰明后来在美国将其发展成一种临床分类，使得该词从二十世纪五十年代开始为公众所知晓。赫希菲尔德还在1910年创造了术语“transvestite”（多译为异装癖、易装癖，现今具强烈污蔑性），并且时不时使用“极端异装癖”或“完全异装癖”这样的词语来指代跨性别者。
性学研究所不单接待跨性别顾客，还雇佣跨性别者做接待员或女仆。研究所内不止提供各种内分泌科和手术服务，还在1931年由菲利克斯·亚伯拉罕操刀，在所内进行了世上首次阴道成形术。研究所内一名博士生称，“绝大多数”异装癖都表示“希望接受阉割手术”。赫希菲尔德原本不建议性别重置手术，但后来态度转变并将其视为能预防跨性别者自杀的手段。
卢德维希·莱维-伦茨（Ludwig Levy-Lenz）是研究所的跨性别者患者的主刀外科医生。他应用了一种面部女性化和男性化手术的早期版本。研究所还开发出了一种利用X射线的脱毛疗法，但会造成例如烧伤皮肤等副作用。历史学教授罗伯特·M·比奇称：“尽管这些性别重置手术是实验性乃至危险的，它们很大程度上是应患者的热切请求而被研发。”莱维-伦茨评论道：“我此前从没为更加心存感激的患者做过手术。”
赫希菲尔德与柏林警察部门协作，创建了异装癖通行证以减少警察对跨装者的逮捕。这些通行证以研究所的名义发放给那些希望穿着与其出生时的指定性别不同的衣物的人士。

#### 同性恋
性学研究所内藏有各种关于同性恋的作品，包括世上第一套完整、综合性的有关性取向的作品合集。1920年，赫希菲尔德参与编写的电影《与众不同》在所中向政界人士放映，呼吁社会应对同性恋人士更加宽容。该电影还在1923年向一支苏联代表团播放；代表团对这样一部电影会招致反感乃至遭到封杀而感到“惊奇”。
性学研究所曾基于前不久刚刚成功扭转了动物实验对象的性行为的尤金·施泰纳赫的研究，测试过将异性恋男子的睾丸移植到同性恋男子身上，以观察这样是否能够治愈同性恋。这种“治疗”同性恋的手段常常致使睾丸坏死，最后只能进行阉割手术。研究所于1924年停止这种做法。赫希菲尔德自己作为同性恋者，认为同性恋是自然且天生的，而并非疾病。这一实验实际上旨在展示同性恋的生物学基础。
研究所将适应疗法作为一种比扭转疗法更为人道且有效的方法付诸实践，以帮助患者应对他们的性取向。适应疗法并不试图治愈同性恋，而是帮助个人学会如何行走于一个充满恐同情绪的社会中，并尽量减轻与之相伴的不适和痛苦。尽管所内的医生们无法直接建议非法行为（当时大多数同性恋行为在德国都属非法），他们也不提倡禁欲。他们或者通过科学人道委员会的其他患者，或者借助专为男女同性恋者以及跨装者服务的其他场所，努力帮助同性恋者找到归属感。此外，研究所还为同性恋人士提供了一般心理和医疗援助。

#### 间性人
研究所曾提交关于间性人士的专家报告。如今赫希菲尔德被视为这一领域研究的先驱。他呼吁间性人士应有权在年龄达到十八岁时自己选择自己的性别，且帮助间性人士接受性别重置手术。但是，他有时也主张在出生时基于科学依据指派性别。所内也收录了间性案例的照片，以向普罗大众展示性的中间性。

## 纳粹时期

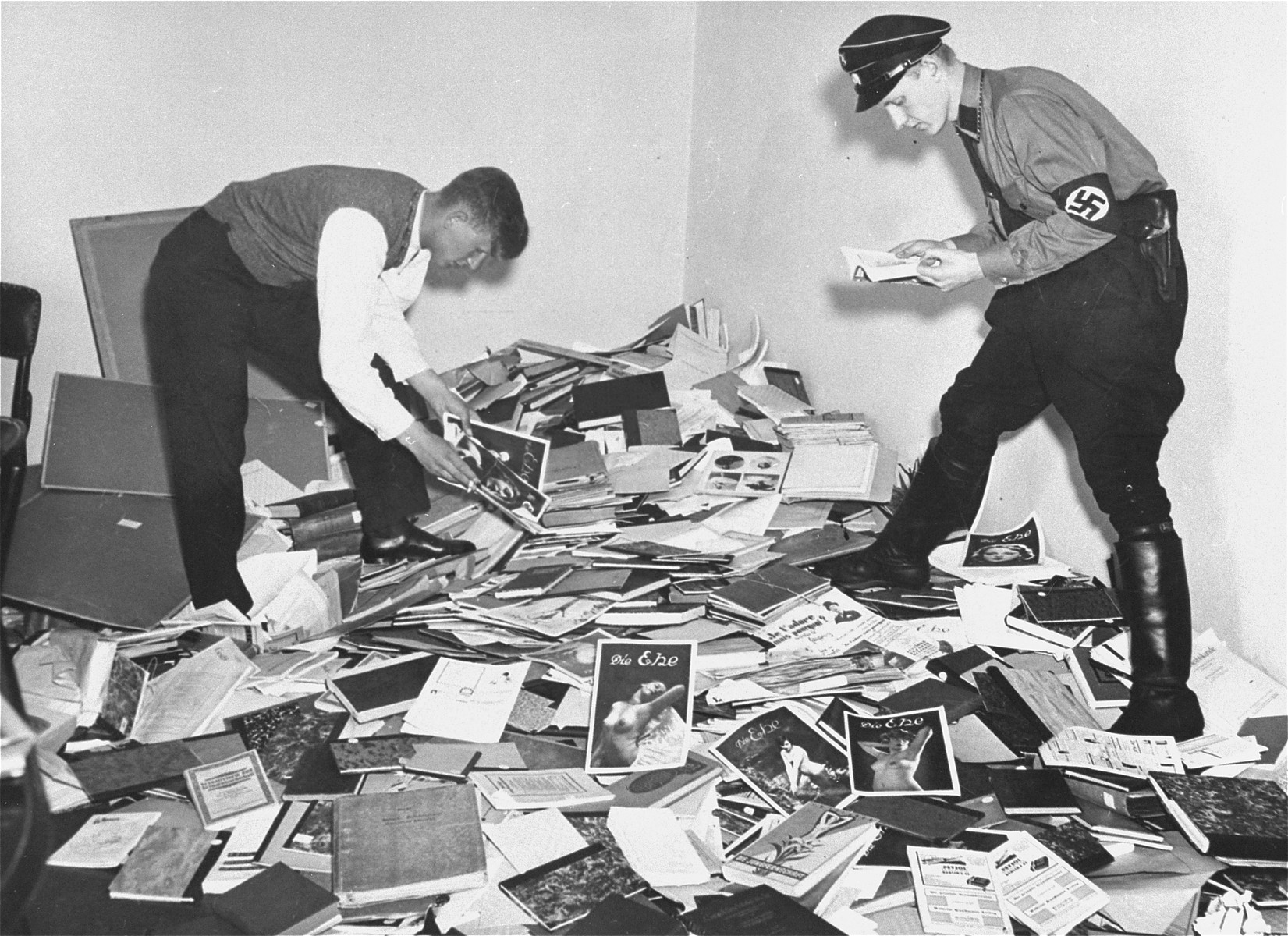
德国学生和纳粹冲锋队成员搜刮研究所所长赫希菲尔德的图书馆

### 背景
从20年代初开始，赫希菲尔德成为包括纳粹党在内的德国极右翼的攻击目标。他多次遭受人身袭击，并于1920年10月4日在慕尼黑的一起袭击中受了重伤。民族主义报纸《德国青年报》（Deutschnationale Jugendzeitung）评论说赫希菲尔德没能在袭击中死去很“可惜”。在维也纳的另一起事件中，赫希菲尔德遭到枪击。到了1929年，纳粹党的频繁袭击使赫希菲尔德难以继续在公共场合露面。1929年2月，《冲锋报》头版上挂出了他的讽刺画；纳粹党攻击他的犹太血统，以及他关于生物性别、社会性别和性取向的理论。
1933年2月底，随着恩斯特·罗姆的势力减弱，纳粹党在柏林展开针对同性恋（当时称为“同性癖”）俱乐部的大清洗，封杀性刊物并且禁止同性恋组织。包括艾莉卡·曼在内的许多人因此逃离了德国。1933年3月，与研究有所往来的律师科特·希勒被关入集中营，饱受酷刑；他后来逃出德国并在战争中幸存下来。

### 纳粹袭击和书籍焚烧

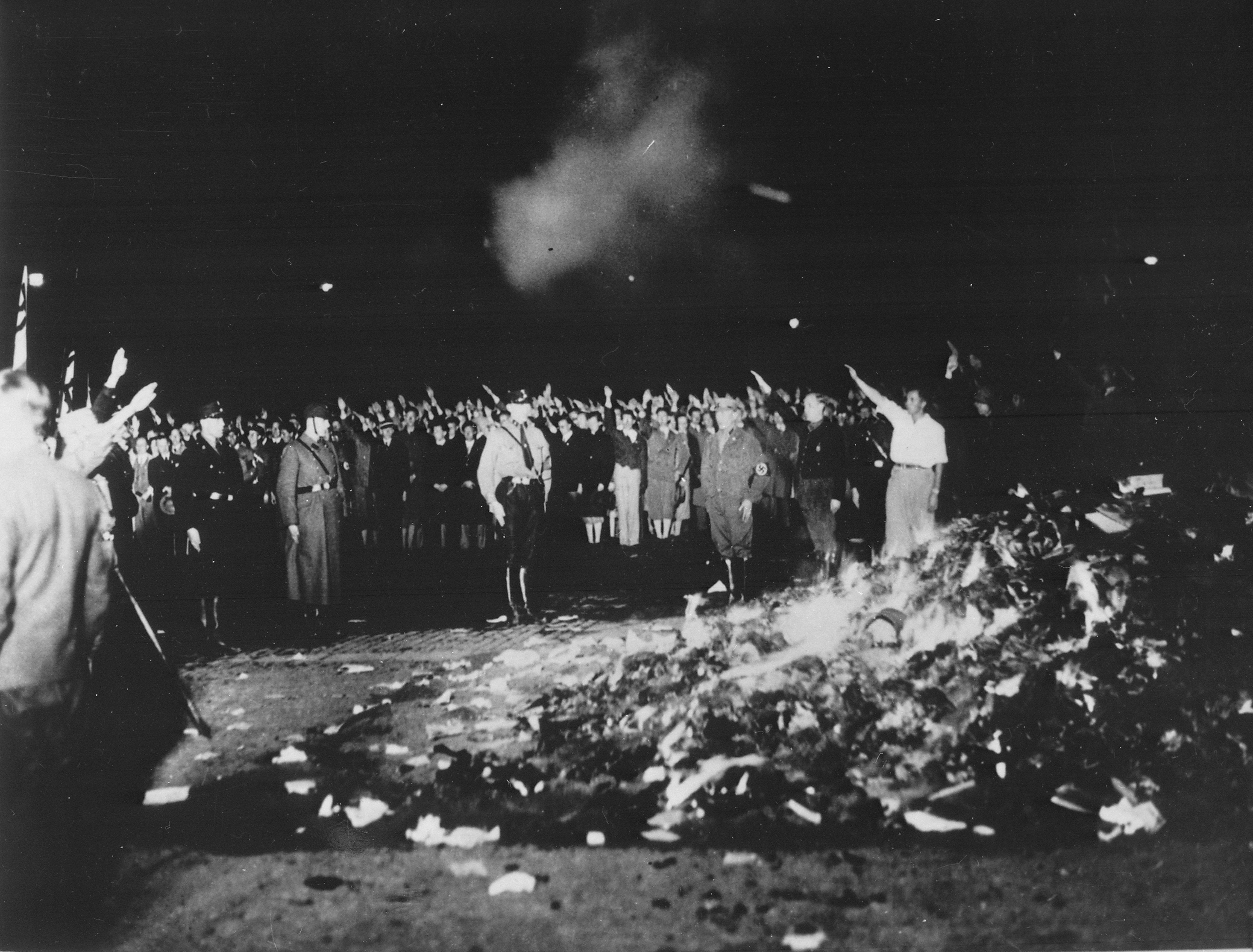
纳粹党成员在柏林歌剧院广场焚烧书籍

1933年5月6日，当赫希菲尔德在瑞士阿斯科纳时，德国学生会对性学研究所发动了有组织的攻击。他们早上到研究所，身后跟随着一支铜管乐队。他们闯入大楼，将楼内大部分物品悉数破坏，并洗劫了包括被纳粹德国封杀的作家的作品在内数以万计的物品。然后，学生领袖在研究所前发表讲话，学生们唱起霍斯特·威塞尔之歌。世界上第一位接受完全的男跨女性别重置手术的多拉·里希特有可能在此次袭击或针对研究所的后继袭击中丧生。当天晚些时候，冲锋队成员出现并继续洗劫研究所。
四天后，研究所剩余的藏书和档案被冲锋队成员和学生公开拉到柏林歌剧院广场的街道上焚烧殆尽。研究所内的赫希菲尔德青铜半身像被置于火堆顶部。一项估计认为大约有12,000至20,000本书籍和期刊，以及更多的图片和性主题物品被烧毁。另一种估计说大约有25,000本书被毁。

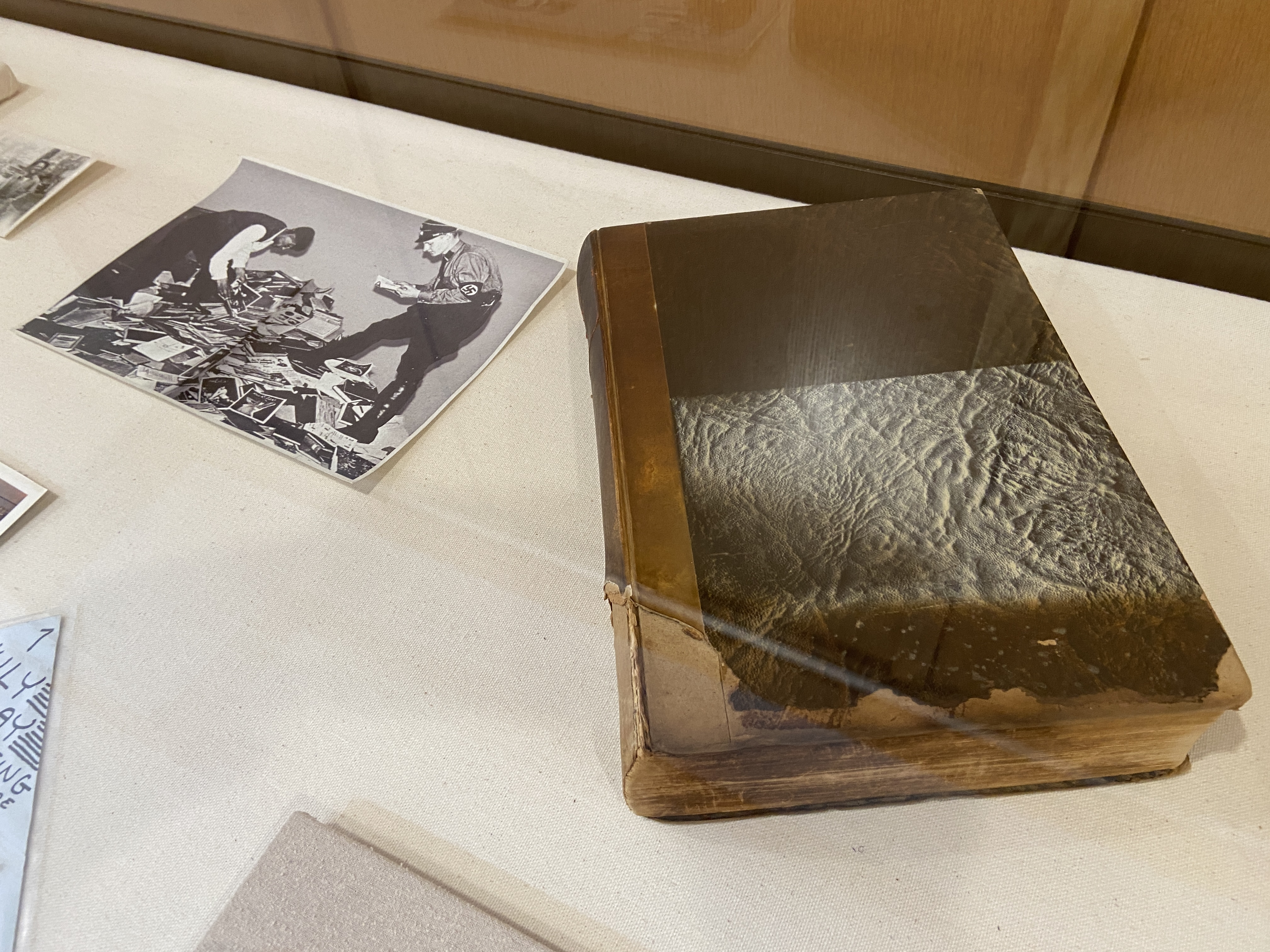
《萨德侯爵及其时代》一书被烧毁的残骸。现属Jean-Nickolaus Tretter Collection in Gay, Lesbian, Bisexual and Transgender Studies的一部分

遭到焚烧的有艺术品、罕见的医学和人类学文献、为国际医学大会而准备的有关间性人案例的图表等。研究所内藏有的关于性的作品合集直到1947年金赛研究所成立为止，都是世界上独一无二的。冲锋队还查获了存在所内的大量姓名和地址名单。在焚书过程中，约瑟夫·戈培尔向大约4万人发表政治演讲。德国学生会宣布实行“火之法令”。在歌剧院广场被焚烧的不仅仅是从研究所内抢来的书籍，还有犹太作家和例如埃里希·玛利亚·雷马克等和平主义作家的作品。后者的书籍来自当地图书馆、书店以及柏林洪堡大学。
赫希菲尔德的青铜半身像幸存下来。焚烧事件次日，一名街道清洁工将它从废墟中救出并收藏起来。二战结束后，它被捐赠给柏林艺术学院。据说还有一大批赫希菲尔德关于同性恋的心理生物学问卷因纳粹分子被告知这些只是普通的病历而得以幸免于难。但这些问卷却鲜少有被人重新发现、得以重见天日的。

### 袭击之后
袭击事件后不久，一则报纸头条宣称性学研究所有着“非德国精神”。研究所被迫关闭。纳粹党将研究所大楼据为己有。研究所毁灭后，纳粹党又掀起一场更大的运动，反对性改革和避孕措施。他们认为这些都是对德国的出生率的威胁。
尽管许多人流亡海外，激进社会运动家阿道夫·布兰德在焚书事件后留在德国抗争，但到了1933年11月，焚书事件五个月后，他还是不得不放弃继续同性恋权益运动。1934年6月28日，希特勒将纳粹党冲锋队内部的同性恋男性清洗出去。这包括在“长刀之夜”中杀害同性恋男性。此后，德国关于同性恋的法律变得更加严格，同性恋男性开始遭到围捕。据信，希特勒在其迫害行为中利用了纳粹党从性学研究所内缴获的地址名单。

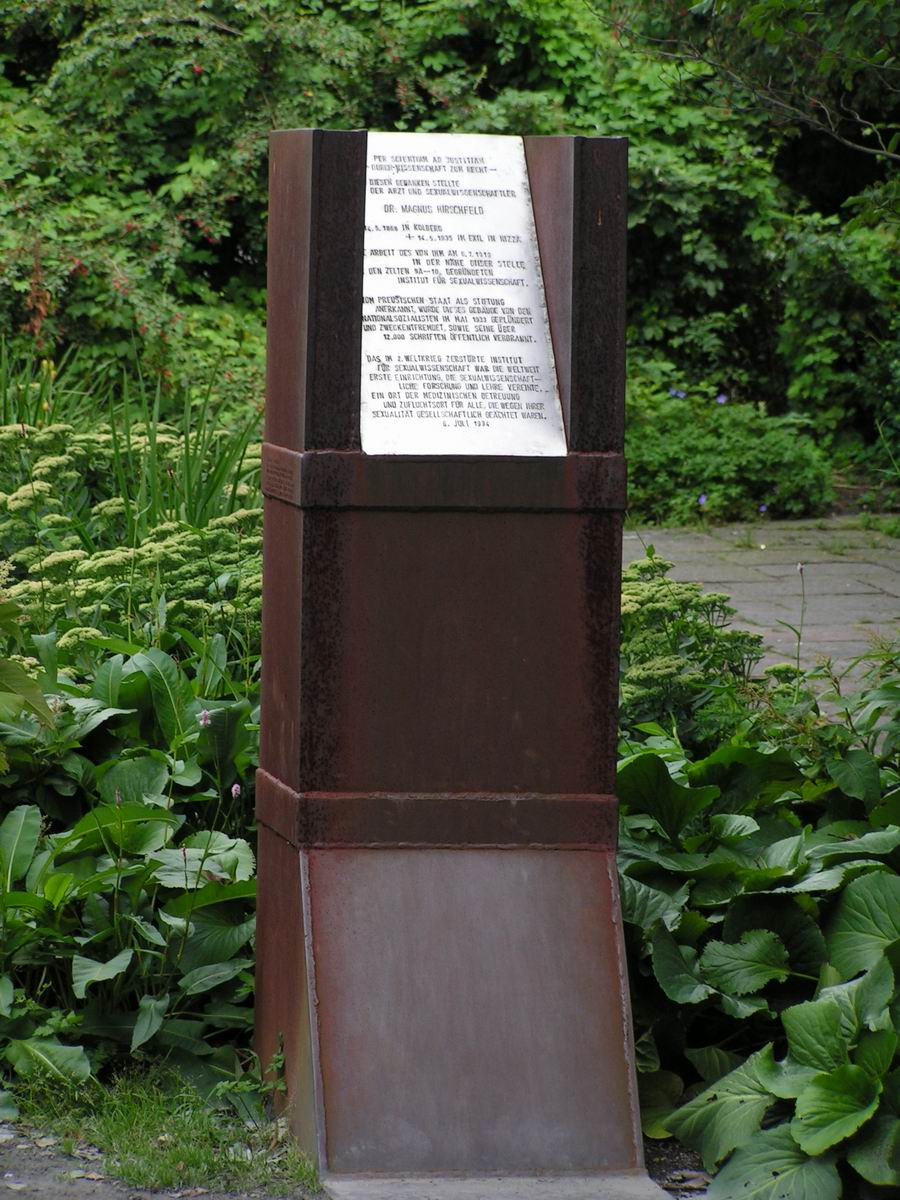
柏林蒂尔加滕区的马格努斯·赫希菲尔德及其性学研究所纪念碑，摄于2005年

最后，包括部分研究所工作人员在内，数以万计的被捕者被送往奴役劳工营或死亡营。奥古斯特·贝松格（August Bessunger）在1943年被送进奥斯维辛集中营。卡尔·吉塞在1938年德国入侵捷克斯洛伐克时自杀身亡；他的继承人、律师卡尔·费因（Karl Fein）于1942年在被驱逐出境的路上惨遭谋杀。阿瑟·克龙费尔德（Arthur Kronfeld）和费利克斯·亚伯拉罕（Felix Abraham）也自杀了。
研究所也有少量员工留下，汉斯·格拉兹就是（Hans Graaz）一例。弗里德里希·豪普斯坦（Friedrich Hauptstein）、阿瑟·瑞瑟（Arthur Röser）、埃瓦尔德·劳斯（Ewald Lausch）等人甚至成为了纳粹合作者。他们被怀疑本就是纳粹间谍。研究所大楼的租客和前台接待员海莲·海琳（Helene Helling）在袭击事件后成了纳粹同情者，并占据了研究所大楼一段时间。到了1944年，研究所的建筑已经被轰炸成了一片废墟，并在20世纪50年代中期被拆除。
赫希菲尔德曾尝试在巴黎重建他的研究所，名为“法国性学科学院”，但因未能取得进展而在1934年将其解散。他后来搬到了尼斯，并于1935年在法国去世。他被葬于考卡德东正教墓地。

## 第二次世界大战之后
研究所的章程规定，如果研究所解散，马格努斯·赫希菲尔德博士基金会（其自1924年开始就一直资助性学研究所）所有的资产都将捐赠给柏林洪堡大学。赫希菲尔德在巴黎流亡期间还写了一份遗嘱，将其任何剩余的资产全部留给他的学生卡尔·吉斯和李兆堂（桃李）以继续他未完成的工作。然而这两项愿望都未能实现。西德法院裁定1934年基金会的解散和纳粹党的财产没收都是合法的。西德立法机构还保留了纳粹党修改后的德国刑事法第175条，使得幸存的同性恋男性无法要求为性学研究所这一被遭到毁灭的文化中心申请任何赔偿。
直到1956年，李兆堂都在瑞士和美国居住。但目前所有的信息指明他并没有尝试继续赫希菲尔德的工作。研究所图书馆残存的一些资料片段后来在20世纪50年代在美国被W. Dorr Legg和One, Inc收藏起来。

## 后续发展
1973年，德国法兰克福大学开设了一个新的性学研究所，所长是沃尔克玛尔·西古什。1996年，德国柏林洪堡大学也成立了一家性学研究所。

## 脚注
1. ↑  Wolff 1986，第180頁.
2. ↑  O'Brien, Jodi. . SAGE Publications. 2009: 425  [2023-09-22]. ISBN 978-1-4129-0916-7. （原始内容存档于2023-06-06） （英语）.
3. ↑  Beachy 2014，第160–161頁.
4. ↑  Oosterhuis, Harry (编). . Translated by Hubert C. Kennedy. Harrington Park Press. 1991. ISBN 978-1-56023-008-3. （原始内容存档于July 21, 2009） （英语）.
5. 1 2 3  Strochlic, Nina. . National Geographic. 28 June 2022  [9 October 2022]. （原始内容存档于5 July 2022）.
6. 1 2  Beachy 2014，第160–164頁.
7. ↑  . Qualia Folk. 8 December 2011  [18 January 2015]. （原始内容存档于18 January 2015）.
8. 1 2 3 4 5  . United States Holocaust Memorial Museum.   [8 October 2022]. （原始内容存档于2022-10-07）.
9. 1 2 3 4 5 6 7 8 9 10  Tamagne, Florence. . Algora Publishing. 2007: 59–104. ISBN 978-0-87586-357-3 （英语）.
10. ↑  . Internet Publikation für Allgemeine und Integrative Psychotherapie.   [2022-01-23]. （原始内容存档于8 August 2022）.
11. ↑  Giami, Alain; Levinson, Sharman. . Springer Nature. 2021: 55  [2023-09-22]. ISBN 978-3-030-65813-7. （原始内容存档于2023-05-18） （英语）.
12. 1 2  . Haus der Kulturen der Welt.   [October 7, 2022]. （原始内容存档于9 November 2021）.
13. ↑  Jander, Thomas. . Deutsches Historisches Museum Blog. 23 July 2019  [5 February 2021]. （原始内容存档于21 November 2021）.
14. 1 2  Grossmann, Atina. . Oxford University Press. 1995: 15–17. ISBN 978-0-19-505672-3 （英语）.
15. 1 2 3 4 5 6 7 8 9 10  Bauer, Heike. . Partington, Gill; Smyth, Adam  (编). . London: Palgrave Macmillan UK. 2014: 17–33  [2022-10-07]. ISBN 978-1-137-36766-2. doi:10.1057/9781137367662_2. （原始内容存档于2022-10-10） （英语）.
16. 1 2  Beachy 2014，第161頁.
17. 1 2 3 4 5 6 7 8  Matte, Nicholas. . Canadian Bulletin of Medical History. 2005-10-01, 22 (2): 253–270. ISSN 2816-6469. PMID 16482697. doi:10.3138/cbmh.22.2.253 .
18. ↑  Beachy 2014，第ix頁.
19. ↑  Marcuse, Max.  [Hand Dictionary of Sexology: Encyclopedia of Natural and Cultural-Scientific Sex Education in Humans]. De Gruyter. 2011: xi  [2023-09-22]. ISBN 978-3-11-088786-0. （原始内容存档于2023-06-05） （德语）.
20. ↑  . 10 May 2017  [2023-09-22]. （原始内容存档于2023-06-07）.
21. ↑  Wolff 1986，第177頁.
22. 1 2  Weeks, Jeffrey. Segal, Lynne , 编. . New York University Press. 1997: 48–49. ISBN 0-8147-8076-8. OCLC 35646591. OL 19515251W. doi:10.1007/978-1-349-25549-8.
23. 1 2  Beachy 2014，第86頁.
24. 1 2  Dose 2014，第53–55頁.
25. ↑  . Magnus-Hirschfeld-Gesellschaft.   [December 4, 2022]. （原始内容存档于2023-05-12）.
26. ↑  Kraß, Andreas; Sluhovsky, Moshe; Yonay, Yuval. . transcript Verlag. 2021: 34–36  [2023-09-22]. ISBN 978-3-8394-5332-2. （原始内容存档于2023-07-15） （英语）.
27. ↑  Borgwardt, G. . Sudhoffs Archiv. 2002, 86 (2): 181–197  [2023-09-22]. PMID 12703271. （原始内容存档于2022-10-10）.
28. 1 2  Beachy 2014，第163頁.
29. 1 2 3 4  Healey, Dan. . University of Chicago Press. 2012-04-26: 132–138  [2023-09-22]. ISBN 978-0-226-92254-6. （原始内容存档于2023-06-20） （英语）.
30. ↑  . The Times (45303). 9 September 1929  [8 October 2022]. （原始内容存档于2023-06-01）.
31. ↑  . The Journal of the American Medical Association. 19 October 1929, 93 (16): 1234–1235  [9 October 2022]. （原始内容存档于9 October 2022）.
32. ↑  Beachy 2014，第161–162頁.
33. ↑  Mancini, Elena. .  1st. New York: Palgrave Macmillan. 2010: 151–152  [2023-09-22]. ISBN 978-0-230-11439-5. OCLC 696313936. doi:10.1057/9780230114395. （原始内容存档于2023-04-14）.
34. ↑  Beachy 2014，第162–164頁.
35. ↑  Beachy 2014，第162頁.
36. ↑  Russell, Dora. . Putnam. 1975: 206. ISBN 978-0-399-11576-9.
37. 1 2  Wolff 1986，第182頁.
38. ↑  Beachy 2014，第183–184頁.
39. ↑  Brennan, Toni. . Bolin, Anne; Whelehan, Patricia  (编). . Oxford, UK: John Wiley & Sons, Ltd. 2015-04-20: 325–368  [2022-10-06]. ISBN 978-1-118-89687-7. doi:10.1002/9781118896877.wbiehs139. （原始内容存档于2023-08-21） （英语）.
40. 1 2  Beachy 2014，第182頁.
41. ↑  Beachy 2014，第184頁.
42. ↑  Dose 2014，第68–69頁.
43. ↑  Beachy 2014，第169–170頁.
44. 1 2 3 4  Green, Jamison. . Schechter, Loren S.  (编). . Springer Nature. 2020: 1–22  [2023-09-22]. ISBN 978-3-030-29093-1. doi:10.1007/978-3-030-29093-1. （原始内容存档于2022-10-13） （英语）.
45. ↑  Ekins, Richard; King, Dave. . The International Journal of Transgenderism. April 2001, 5 (2). （原始内容存档于28 April 2006）.
46. 1 2 3  Crocq, Marc-Antoine. . Dialogues in Clinical Neuroscience. 2021-01-01, 23 (1): 44–51. ISSN 1958-5969. PMC 9286744 . PMID 35860172. doi:10.1080/19585969.2022.2042166  （英语）.
47. 1 2  Holmes, Morgan. . Routledge. 2016: 132, 176  [2023-09-22]. ISBN 978-1-317-15730-4. （原始内容存档于2023-07-15） （英语）.
48. 1 2 3 4  Mak, Geertje. . McCallum, David  (编). . Springer Nature. 2022: 423–433  [2023-09-22]. ISBN 978-981-16-7255-2. doi:10.1007/978-981-15-4106-3. （原始内容存档于2022-10-18） （英语）.
49. ↑  Beachy 2014，第177–178頁.
50. ↑  Stryker, Susan.  2nd. Basic Books. 2017  [10 October 2022]. ISBN 978-1-58005-690-8. （原始内容存档于20 February 2023） （英语）.
51. 1 2 3  Beachy 2014，第176–178頁.
52. 1 2  Beachy 2014，第175頁.
53. 1 2  Beachy 2014，第178頁.
54. ↑  Beachy 2014，第106頁.
55. ↑  Beachy, Robert; Gross, Terry. . NPR. 17 December 2014  [2017-09-13]. （原始内容存档于2021-07-11） （英语）.
56. 1 2  Ridinger, Rob B. Murphy, Timothy F. , 编. . Taylor & Francis. 2000: 51–52. ISBN 978-1135942410. doi:10.4324/9781315062518. （原始内容存档于2020-02-13）.
57. ↑  Beachy 2014，第164–167頁.
58. ↑  Dose 2014，第73–74頁.
59. 1 2  Bullough, Vern L.; Bullough, Bonnie. . Routledge. 2014: 274  [2023-09-22]. ISBN 978-1-135-82502-7. （原始内容存档于2023-06-03） （英语）.
60. ↑  Beachy 2014，第150–151頁.
61. ↑  Dose 2014，第75頁.
62. ↑  Beachy 2014，第180頁.
63. 1 2  Davies, B.; Funke, J. . Springer. 2011: 136  [2023-09-22]. ISBN 978-0-230-30708-7. （原始内容存档于2023-07-15） （英语）.
64. ↑  Wallach, Kerry. . University of Michigan Press. 2017: 171  [9 October 2022]. ISBN 978-0-472-12300-1. （原始内容存档于18 June 2023） （英语）.
65. ↑  Neumann, Boaz. . Haaretz. 24 January 2019  [2020-08-05]. （原始内容存档于7 June 2020） （英语）.
66. ↑  Melching, Willem. . Journal of Contemporary History. 1990, 25 (1): 69–85  [2023-09-22]. ISSN 0022-0094. JSTOR 260721. S2CID 145767149. doi:10.1177/002200949002500103. （原始内容存档于2023-06-19）.
67. ↑  Plant, Richard. . Henry Holt and Company. 2011: 106–107  [2022-10-08]. ISBN 978-1-4299-3693-4. （原始内容存档于2022-10-27） （英语）.
68. 1 2 3 4 5  Evans, Richard J. . The Third Reich Trilogy 1 1st American. New York: Penguin Press. 2004: 375–377, 429–430. ISBN 1-59420-004-1. OCLC 53186626.
69. 1 2  Beachy 2014，第241–242頁.
70. ↑  Kaye, Hugh. . Attitude. November 16, 2021  [January 31, 2022]. （原始内容存档于2022-01-31）.
71. 1 2  Bartrop, Paul R.; Dickerman, Michael. . ABC-CLIO. 2017: 457–458. ISBN 978-1-4408-4084-5 （英语）.
72. ↑  Stewart, Chuck. . ABC-CLIO. 2003: 2–3, 81. ISBN 978-1-85109-372-4. （原始内容存档于2020-07-08） （英语）.
73. ↑  . United States Holocaust Memorial Museum.   [7 October 2022]. （原始内容存档于2023-04-29）.
74. ↑  Hill, Leonidas E. . University of Massachusetts Press. 2001: 9–46. ISBN 978-1-55849-253-0. JSTOR j.ctt5vk42x. OCLC 43662080 （英语）.
75. ↑  LaVey, Simon. . MIT Press. 1996  [August 17, 2020]. （原始内容存档于2017-12-13） –The Washington Post.
76. 1 2 3 4  Taylor, Michael Thomas; Timm, Annette; Herrn, Rainer. . University of Michigan Press. 2017: 68  [2023-09-22]. ISBN 978-0-472-13035-1. （原始内容存档于2022-12-04） （英语）.
77. 1 2  Beachy 2014，第242頁.
78. ↑  . Magnus-Hirschfeld-Gesellschaft.   [December 4, 2022]. （原始内容存档于2023-06-05）.
79. ↑  . www.magnus-hirschfeld.de.   [2023-02-09]. （原始内容存档于2023-09-21）.
80. ↑  Steakley, James D. Katz, Jonathan , 编. . The Arno Series on Homosexuality. Arno Press. 1975. ISBN 978-0-405-07366-3. OCLC 1500143.